# 奈良県立高田東高等学校
奈良県立高田東高等学校（ならけんりつ たかだひがしこうとうがっこう、英: Nara Prefectural Takadahigashi High School）は、かつて奈良県大和高田市松塚に存在した県立高等学校。

## 概要
1976年（昭和51年）4月に開設された県内唯一の昼間二部定時制高校で、2000年4月に全日制高校に改編された。奈良県立広陵高等学校と統合する際、新設合併により、2007年（平成19年）3月に閉校、廃止された。
同時期に廃校になった県立高校の校舎が解体もしくは再整備の上、県の施設として再利用されている中、高田東高の校舎は解体されずに廃墟化が進行している。2024年（令和6年）2月、奈良県は老朽化が指摘されていた宇陀市の県消防学校について、高田東高の跡地に移転する方針を固め、令和6年度予算案に関連する経費を盛り込むこととしている。

## 沿革

### 概略
1974年に開校した奈良県立広陵高等学校の定時制課程（昼間定時制）に、翌1975年、奈良文化女子短期大学付属高等学校の昼間定時制が移管され、さらに翌1976年に奈良県立高田東高等学校として独立した。
奈良県立高田東高等学校は、当初、大和高田市を中心とした紡績・靴下製造会社、その他県内にある二交替制の職場に勤務する傍らで、高等学校での教育を受けられるように定時制課程（昼間定時制）のみが設置されていた。その後、生徒の激増に伴い、1981年に全日制課程を併設した。
定時制課程の生徒は、ほぼ全員が勤労者であり、イムラ封筒、岡本、共立紡績、福西メリヤス、富士紡績八尾工場等の企業に勤務しながら通学していた生徒が多かったようであるまた、定時制課程の生徒は奈良県内のみならず、大阪府ほか北は北海道南は鹿児島県から進学した生徒も少なからずいた。

### 年表
- 1975年（昭和50年）
  - 2月21日 - 奈良県議会文教委員会において、昼間2部制の定時制高校の建設について承認(第4回定例委員会)。
  - 4月1日 - 学校教育課に設置準備事務担当主事2名配置。
  - 10月9日 - 奈良県議会での「奈良県立高等学校設置条例の一部を改正する条例」の可決により、校名を「奈良県立高田東高等学校」と決定。
  - 11月29日 - 教育長決裁により校章を決定。
  - 12月25日 - 校舎、体育館工事竣工。
- 1976年
  - 1月1日 - 奈良県立高田東高等学校として開校。
  - 1月8日 - 開校式を挙行。
  - 3月1日 - 第1回定時制課程卒業式を挙行。
  - 6月17日 - 校舎、体育館落成記念式典を挙行。
- 1981年
  - 4月1日 - 全日制課程を設置。
  - 4月10日 - 第1回全日制課程入学式を挙行。
- 1982年3月31日 - 体育館増築工事竣工。校舎増築第2期工事竣工。
- 1983年7月30日 - 校舎増築第3期・4期工事竣工。
- 1984年3月1日 - 第1回全日制課程卒業式を挙行。
- 1985年1月31日 - 格技場竣工。
- 1990年（平成2年）11月6日 - 創立10周年記念式典を挙行。校訓碑除幕式を挙行。
- 1995年3月31日 - 弓道場竣工。
- 2000年3月31日 - 定時制課程を閉課程、廃止。
- 2001年8月31日 - 情報処理教室の整備
- 2004年
  - 6月25日 - 奈良県議会での「奈良県立高等学校設置条例の一部を改正する条例」の可決により、奈良県立高田東高等学校の廃止と、校名を「奈良県立大和広陵高等学校」とする奈良県立広陵高等学校との統合校の設置を決定。
  - 9月17日 - 2005年度以降の生徒募集を停止を公表。
- 2005年4月1日 - 奈良県立大和広陵高等学校が開設。
- 2007年
  - 3月31日 - 閉校、廃止。

## 基礎データ

### 所在地
- 奈良県大和高田市松塚200番地

### アクセス
- 近鉄大阪線「松塚駅」より南東へ約240m（徒歩約3分）

### 象徴

#### 校章
校章は、学校の所在する松塚を松葉の図案で表現し、その中に東高の字を入れたものである。円形の松葉は、常磐のみどりと共に円満な人格を、「東高」の角の字は、生徒が困難を克服し、きびしく自己を鍛え、お互いに敬愛しつつ発展することを願ったものである。

#### 校歌
作詞は廣澤一哉、作曲は浅井一美による。歌詞は2番まであり、両番に校名の「高田東高」が登場する。

## 設置する課程、学科、コース及び定員
- 全日制課程
  - 普通科 - 360名（募集人員120名：一般選抜）

## 部活動

### 体育系
- 定時制では、軟式野球部が第26回全国高等学校定時制通信制軟式野球大会に出場した実績がある[7]

- 野球部
- 卓球部
- サッカー部
- バレーボール部
- バスケットボール部
- バドミントン部
- 弓道部
  - 全日制の弓道部は県優勝、近畿大会で入賞・国体選手に選ばれるなどの実績がある
- 陸上部
- 剣道部

### 文化系
- 華道部
- 茶道部
- 音楽部
- 放送部
- 新聞部
- 吹奏楽部
- 漫画研究部
- 書道部
- 解放研究部

## 卒業後の主な進路
卒業後は、就職者が多かった。進学先として、大阪経済法科大学、神戸大学、大阪外国語大学、成城大学、神奈川大学、京都産業大学、関西大学、近畿大学、天理大学、奈良大学、姫路獨協大学、小樽商科大学短期大学部、和歌山大学経済短期大学部、奈良県立短期大学、拓殖短期大学、中日本自動車短期大学、高山短期大学、龍谷大学などの実績がある。
定時制課程の卒業者は、在学中から勤務していた企業にそのまま継続して勤務する者や新たに就職する人、帰郷する人などが多く、進学者はごく僅かだった。しかし、奈良文化女子短期大学をはじめとした高等教育機関への進学者も若干みられた。

## 高校関係者と組織

### 高校関係者組織
- 奈良県立高田東高等学校同窓会 - 卒業生による同窓会組織

### 高校関係者一覧

#### 歴代校長
- 菅田俊夫 - 初代、1976年1月1日 - 1978年3月31日。奈良県立山辺高等学校校長に転出。
- 前川義弘 - 第2代、1978年4月1日 - 1984年3月31日。奈良県立西の京高等学校校長に転出。
- 志茂寛 - 第3代、1984年4月1日 - 1986年3月31日。
- 吉村修 - 第4代、1986年4月1日 - 1988年3月31日。奈良県立西の京高等学校校長に転出。
- 松原幸夫 - 第5代、1988年4月1日 - 1992年3月31日。
- 安田逸郎 - 第6代、1992年4月1日 - 1995年3月31日。
- 中谷宇次郎 - 第7代、1995年4月1日 - 1999年3月31日。
- 堤賢昭平 - 第8代、1999年4月1日 - 2002年3月31日。
- 宮田庄一 - 第9代、2002年4月1日 - 2004年3月31日。奈良県立添上高等学校校長に転出。
- 堀岡克匡 - 第10代、2004年4月1日 - 2007年3月31日。